# 長谷川知代
長谷川 知代（はせがわ ともよ、1983年6月19日 - ）は山口県出身の女子バスケットボール選手である。JALラビッツに所属していた。ポジションはセンター・フォワード。現姓は奥谷。

## 人物
宇部女子高等学校から鹿屋体育大学に進み、4年時にユニバーシアード出場。
卒業後、日本航空に入社。
2009年引退。
現在は地方公務員（保健体育科教諭）。

## 経歴
- 宇部女子高等学校 - 鹿屋体育大学 - 日本航空（2006年〜2009年）

## 日本代表歴
- 2005年ユニバーシアード